# Misihănești
Misihănești – wieś w Rumunii, w okręgu Bacău, w gminie Roșiori. W 2011 roku liczyła 19 mieszkańców.